# Freigepäck

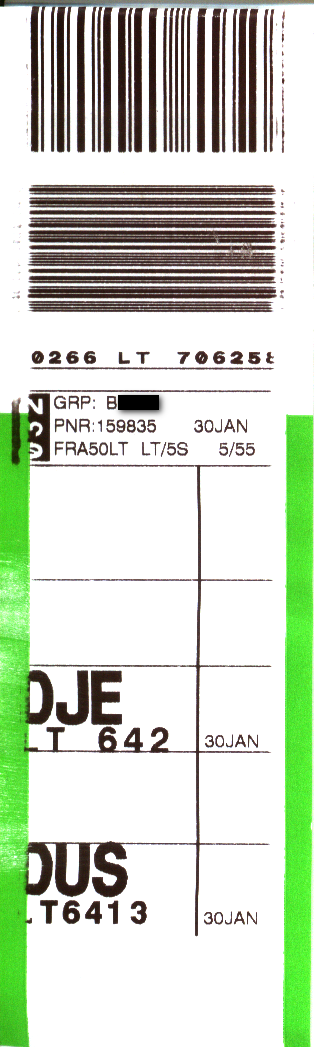
Ein Koffer-Label für aufzugebendes Gepäck

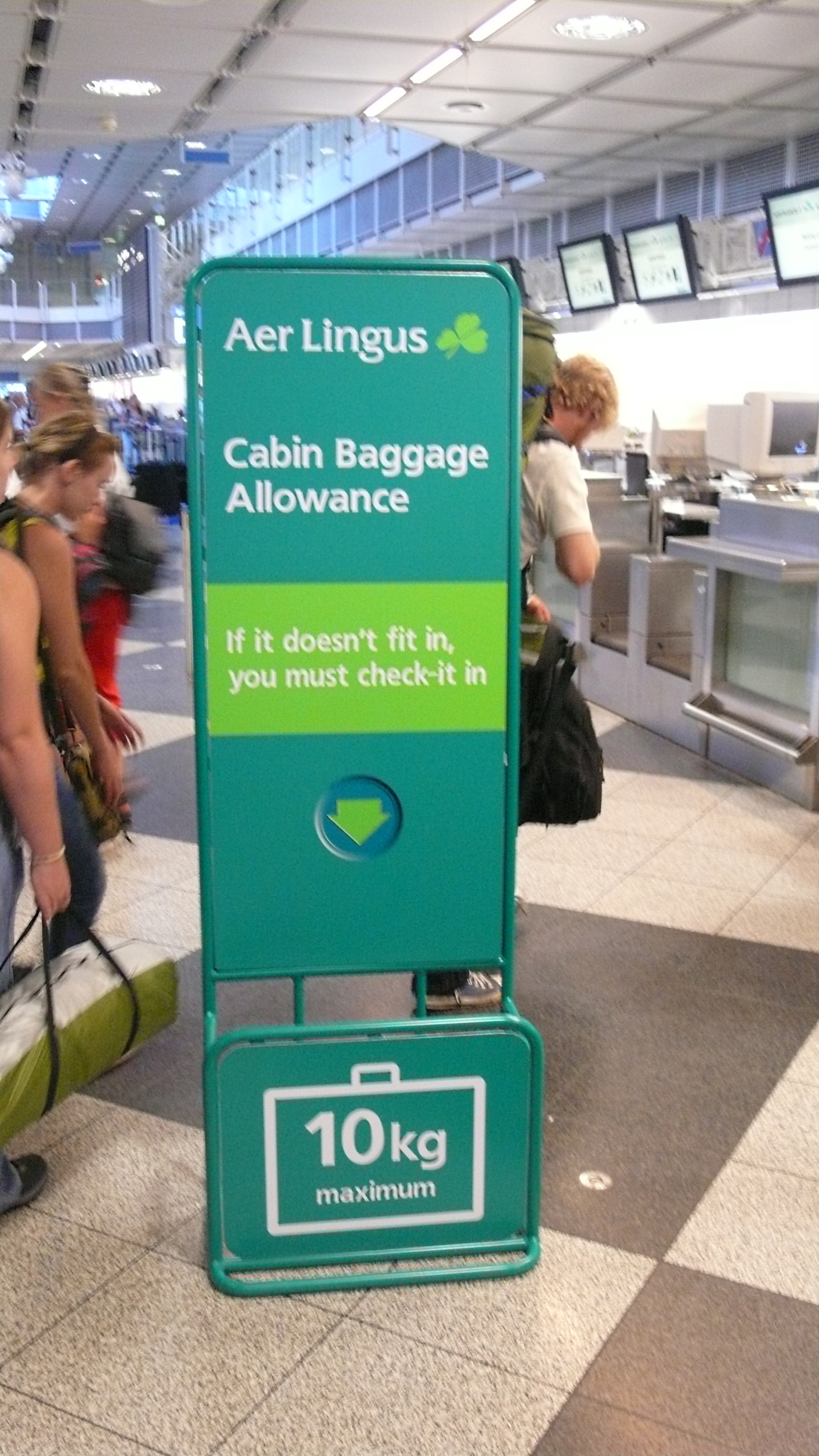
Größenmesskorb für die maximal erlaubte Größe des Handgepäcks von Aer Lingus.

Unter Freigepäck versteht man vor allem im zivilen Luftverkehr die Gepäckmenge, die ein Beförderungsunternehmen pro Person befördert, ohne dass Zusatzkosten in Rechnung gestellt werden. Die Menge des Gepäcks ist dabei im Allgemeinen begrenzt durch eine Höchstzahl an Gepäckstücken (Piece Concept), oder durch das Gewicht aller Gepäckstücke (Weight Concept).

## Weight Concept
Das Beförderungsunternehmen gibt ein Gewicht als Freigepäckmenge vor, welches pro Person befördert wird. Meist liegt dieses Gewicht bei 20 kg. Dabei kann das Gewicht auf mehrere Gepäckstücke und oft auch auf mehrere Reisende innerhalb einer Buchung aufgeteilt werden. Die genauen Regelungen unterscheiden sich allerdings von Unternehmen zu Unternehmen.
Jedes Kilogramm, welches die gesetzte Grenze überschreitet, muss zusätzlich bezahlt werden. Daher muss der Fluggast entweder eine Pauschale je zusätzlichem Kilogramm oder einen relativen Wert zum Beförderungsentgelt (üblich sind ein bis eineinhalb Prozent abhängig von der Beförderungsklasse oder die Zugrundelegung des Frachttarifs) aufzahlen.

## Piece Concept
Das Piece Concept legt fest, dass ein Passagier eine bestimmte Anzahl von Gepäckstücken mit einem bestimmten Gewicht mitnehmen darf. Hier kann nicht Gewicht verteilt werden, es zählt die Anzahl und das Einzelgewicht. Die Einzelheiten der Regelung unterscheiden sich auch hier nach Beförderungsunternehmen.

## Handgepäck
Für das Handgepäck gibt es in der Regel auch eine Gewichtsgrenze. Das Maximalgewicht bewegt sich je nach Fluggesellschaft zwischen 5 kg und 12 kg, gewogen wird das Handgepäck jedoch nur selten. In einigen Fällen (z. B. bei vollbesetzten Flügen) kann die Fluggesellschaft Gewichtsmessungen, vor dem Boarding, anordnen.  Es sollte allerdings bedacht werden, dass die Gepäckablage über Kopf nur beschränkt Gewicht aushält. Hohes Übergewicht birgt somit ein Sicherheitsrisiko. Bei Flugzeugtypen (z. B. bei der Bombardier CRJ900) mit einer extrem begrenzten Anzahl an Gepäckablagen in der Passagierkabine, wird das Handgepäck vom Ladepersonal in spezielle Laderäume geladen.

## Zusatzregelungen
Beim Gewichtskonzept wird häufig noch das Maximalgewicht eines einzelnen Gepäckstückes vorgeschrieben, damit bei Handverladung die Mitarbeiter nicht zu schwer heben müssen.
Zusätzlich zu den Gewichtsgrenzen werden Vorgaben zur Größe (in der Regel der Umfang) der Gepäckstücke gemacht.

## Zuordnung Gepäck – Passagier
Beim Check-in-Vorgang wird für die eindeutige Identifizierung des aufgegebenen Gepäcks ein Etikett mit Strichcode angebracht, auf dem alle wichtigen Daten enthalten sind. Dadurch kann das Gepäck auch eindeutig verfolgt und dem Reisenden zugeordnet werden. Aufgedruckt sind außerdem Flugnummer(n), IATA-Flughafencodes des Zielflughafens und ggf. der Umsteigeflughafen sowie der Name des Passagiers. Im Bildbeispiel steht URA für den Flughafen Oral Aq Schol in Kasachstan als Zielflughafen.

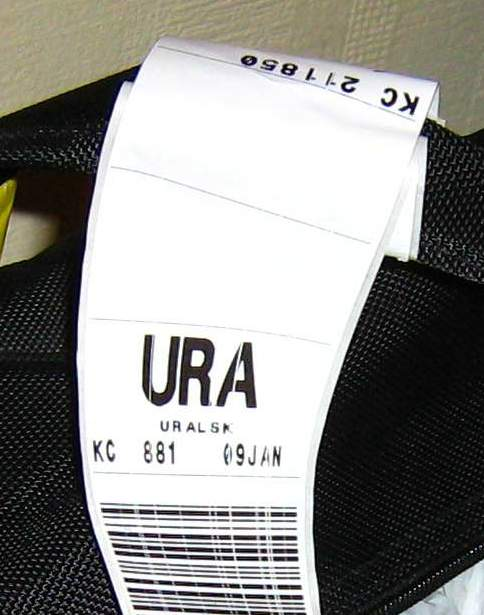
Strichcode-Etikett

## Übergepäck
Als Übergepäck wird die Gepäckmenge bezeichnet, die ein Reisender über die Freigepäckmenge hinaus mitführen möchte. Für diese muss er am Flughafen oder ggf. vorher online nachzahlen. Die Preise für Übergepäck variieren je nach Unternehmen und nach Gepäckkonzept.
Sperrgepäck, also die Freigepäckmaße überschreitendes Gepäck, das nach Definition auch zu Übergepäck gezählt wird, muss immer vorher angemeldet und an einem speziellen Schalter abgegeben werden. Oft werden Kinderwagen oder Kinderbett kostenfrei befördert, müssen aber trotzdem angemeldet werden.

## Haftung bei Verlust oder Beschädigung des Gepäcks
Für aufgegebenes Reisegepäck haften die Luftfahrtunternehmen unabhängig davon, ob sie den Schaden auch verschuldet haben. Das Luftfahrtunternehmen haftet aber nur bis zu einer Höchstgrenze von rund 1.330 Euro je Reisenden, sofern der Schaden nicht vorsätzlich oder grob fahrlässig herbeigeführt wurde. Der Schaden muss innerhalb von vier Tagen schriftlich beim Luftfahrtunternehmen angezeigt werden, ansonsten ist eine spätere Klage aussichtslos.